# Bienvenido Monzón
Bienvenido Monzón y Martín-Puente (Camarillas, Teruel, 14 de octubre de 1820-La Zubia, Granada, 10 de agosto de 1885) fue un obispo español.

## Biografía
Estudió en el seminario de Teruel y en las universidades de Valencia y de Madrid, ejerciendo después su sagrado ministerio en la catedral turolense. En el seminario de Teruel fue vicerrector y catedrático de teología dogmática y moral, y después se le nombró magistral de la colegiata del Real Sitio de San Ildefonso, gobernador eclesiástico de su abadía vere nullius, subdelegado castrense, canónigo lectoral de Toledo y obispo auxiliar del cardenal arzobispo Cirilo de Alameda y Brea.
En 1861, al pasar la parte hispana de la isla de La Española nuevamente al dominio español, Monzón fue nombrado arzobispo de Santo Domingo y primado de Indias. Allí se enfrentó a los protestantes y a la masonería y emprendió una campaña contra el concubinato, hasta que, en julio de 1865, España se retiró de la isla. Entonces fue trasladado a la metropolitana de Granada. Entre 1861 y 1868 fue senador vitalicio.

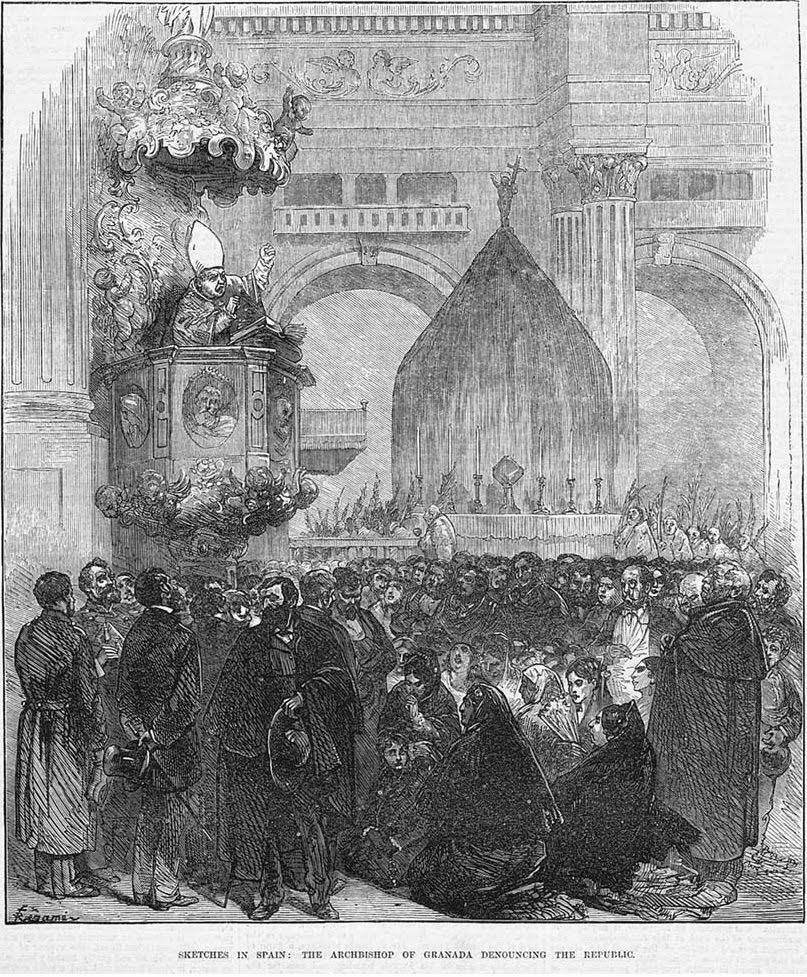
Grabado aparecido en el Illustrated London News el 10 de mayo de 1873 que representa al arzobispo Bienvenido Monzón denunciando a la República.

Cuando, tras la expulsión de Isabel II, el gobierno revolucionario de España propuso incluir en la Constitución de 1869 la libertad de cultos, Bienvenido Monzón elaboró un escrito en defensa de la unidad católica de España, firmado asimismo por los obispos de Cartagena, Almería, Málaga y Guadix.
Asistió al Concilio Vaticano I, en donde fue elegido como juez de escusas y miembro de la Congregación de disciplina. Habló varias veces en las Congregaciones Generales, y muy particularmente en defensa de la Infalibilidad pontificia.
Al producirse la rebelión cantonal durante la Primera República, el 23 de julio de 1873 los revolucionarios asaltaron el palacio arzobispal de Granada y el arzobispo fue conducido entre insultos a la cárcel pública, donde permaneció hasta el 12 de agosto, en que fue restablecido el orden público con la llegada del general Pavía.

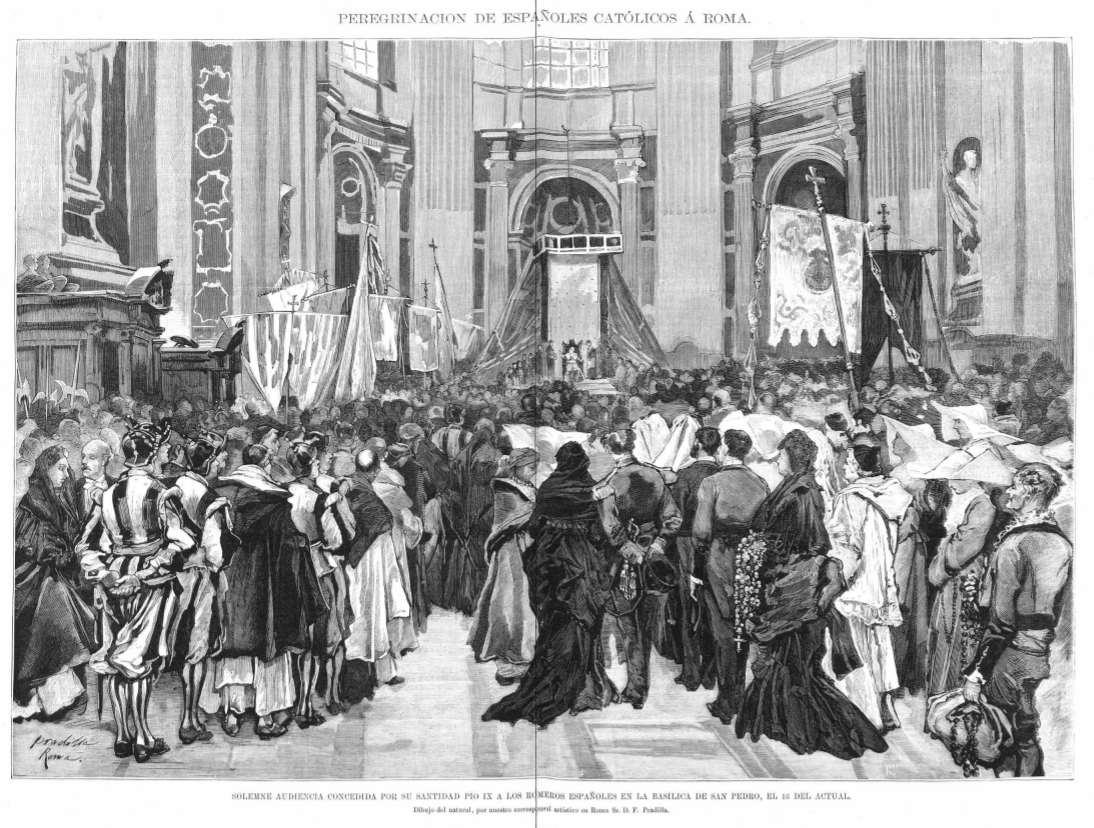
Solemne audiencia concedida por el papa a los romeros españoles en la basílica de San Pedro el 16 de octubre de 1876, en la que el Arzobispo de Granada pronunció un discurso ultramontano que causó gran polémica.

En octubre de 1876 presidió la llamada «peregrinación de Santa Teresa», organizada por Cándido Nocedal, dirigente carlista y director de El Siglo Futuro (diario del que el arzobispo Monzón fue colaborador), y viajó a Roma con un numeroso grupo de peregrinos españoles a mostrar su lealtad al papa Pío IX. El 16 de octubre de 1876 pronunció ante el papa y a la cabeza de los ocho mil peregrinos, un discurso antiliberal. Ello le valió ser desterrado por el gobierno liberal-conservador de España.
Al fundar en 1881 Alejandro Pidal y Mon la llamada Unión Católica, el arzobispo Monzón, a diferencia de otros obispos, mostró públicamente su recelo por el proyecto, y afirmó en su pastoral de 15 de enero de 1881 que le parecía una agrupación heterogénea promovida por seglares, marcando con precisión y claridad las reglas generales que debían servir de norma al católico en sus relaciones con el liberalismo. Este documento fue muy apreciado por el diario El Siglo Futuro, que vio refrendadas en él sus tesis.
Bienvenido Monzón fue íntimo amigo del padre Antonio María Claret y de la vizcondesa de Jorbalán. De acuerdo con la Enciclopedia Espasa, demostró ser un profundo pensador y correcto literato en las cartas pastorales, circulares y monutorios que publicó.
Destacó como enemigo acérrimo de la masonería y el liberalismo y defensor de la doctrina del reinado social de Jesucristo; por ello en 1866 aprobó los estatutos de la Academia y Corte de Cristo fundada por el canónigo del Sacromonte José Gras y Granollers. El diario integrista El Siglo Futuro consideró al arzobispo Monzón su «gran amigo y gran maestro». Perteneció a algunas academias científicas y estuvo en posesión de varias grandes cruces.
Falleció víctima del cólera el 10 de agosto de 1885, tan solo diecisiete días después de haber tomado posesión de la sede arzobispal de Sevilla, a la que había sido preconizado el 27 de marzo. Aquel verano, el arzobispo, vestido de simple sacerdote y ayudado por su secretario, había estado atendiendo por las noches a los pobres enfermos de cólera de Granada, a los que proporcionaba abrigo, medicinas y comida.

## Obras
- Carta pastoral sobre la cuestión de Roma (1866)
- El Darwinismo.—Censura sinodal y condenación del discurso herético leído en el Instituto de Granada en la inauguración del curso de 1872 a 73
- Discurso del muy Reverendo Arzobispo de Granada en el acto de presentar al Padre Santo la peregrinación española el día 16 de octubre del año de 1876